# Groppello di Mocasina
Le groppello di Mocasina  est un cépage italien de raisins noirs.

## Origine et répartition géographique
Le cépage Groppello di Mocasina  provient du nord de l’Italie. 
Il est classé recommandé en province de Brescia dans la région Lombardie. En 1998, sa culture couvrait une superficie de 47 ha. 
Voir aussi les articles groppello bianco, groppello di Santo Stefano et groppello gentile.

## Synonymes
Le groppello di Mocasina  est également connu sous le nom de « Mocasina. »